# Дьорд Шпиро
Дьорд Шпиро (на унгарски: György Spiró) е унгарски писател, поет, литературен критик, преводач, носител на наградите „Кошут“ и „Атила Йожеф“. Шпиро е член основател на Дигиталната литературна академия, кандидат на литературните науки, университетски преподавател. Той е една от най-видните фигури в унгарската литература след Втората световна война.

## Биография
Роден е на 4 април 1946 г. в Будапеща в семейството на инженер и актриса. В периода 1965 – 1970 г. следва унгарска-руска-сърбохърватска филология в университета „Лоранд Йотвьош“ в Будапеща. През 1970 – 1971 г. е стажант в Унгарското радио като външнополитически журналист. През 1972 г. се дипломира във Висшия институт по журналистика със специалности журналистика и социология.
От 1971 до 1978 г. е чуждоезиков редактор в издателство „Корвина“, а след това от 1978 до 1981 г. е научен сътрудник към Института за централноевропейски изследвания към Унгарската академия на науките. Преподава в Катедрата по световна литература на Университета „Лоранд Йотвьош“, а от 1992 г. и в Катедрата по естетика.
Кандидат на науките по литературознание от 1981 г. От 1986 г. до 1992 г. е драматург в театър „Гергей Чики“ в Капошвар, а между 1992 – 1995 г. е директор на театър „Сиглигет“ в Солнок. От 1990 до 1997 г. е преподавател в Университета за театрално и филмово изкуство, от 1997 г. е хабилитиран доцент и между 1997 и 2000 г. е носител на стипендията „Сечени“, присъждана на заслужили университетски преподаватели. От 2016 до 2018 г. е главен съветник по изкуствата на Националния театър в Сегед. Пенсионира се през 2008 г.
Член е на унгарския ПЕН клуб, на Съюза на унгарските писатели и през 1998 г. става учредител на Дигиталната литературна академия.
Женен е и има две деца – Золтан (1987) и Фани (1991).

## Творчество
Той е един от най-продуктивните драматурзи. Негови пиеси и преработки постоянно са на сцена. Пиесите му се играят в различни театри в Будапеща. Четири от пиесите на Дьорд Шпиро са поставяни на българска сцена („Евроспорт“, „Пилешка глава“, „Без контрол“, „Прах в очите“).
На български език от издателство „Ерго“ е издаден и романът му „Дяволина“ в превод на Красимира Гаджокова.
Шпиро участва под една или друга форма в над 160 постановки (в 95 като писател, в 59 като преводач, в 11 като драматург и в една като режисьор).

## Произведения
- Kerengő (Галерия, 1974, роман)
- Az Ikszek (Под знака Хикс, 1981, исторически роман за Полша през XIX в.)
- Az imposztor (Мошеник, 1983, историческа драма за събития в Полша)
- Csirkefej (Пилешка глава, 1986, пиеса, Национална награда на критиката)
- A Jövevény (Пришелец, 1990, роман)
- Fogság (Неволя, 2005, исторически роман за Римската империя от времето на Иисус Христос; награда „Милан Фющ“)
- Prah (Прах, 2007, пиеса)
- Messiások (Месия, 2007, исторически роман за Адам Мицкевич, Анджей Товянски и полския месианизъм; Централноевропейска литературна награда „Ангелус“ за най-добра белетристична книга, Вроцлав, 2010)[1]
- Tavaszi tárlat (Есенна изложба, 2010, роман за първите години от режима на Янош Кадар)

## Признание и награди
- награда „Атила Йожеф“ (1982)
- награда „Тибор Дери“ (1993)
- награда „Имре Мадач“ (1994)
- Унгарски орден за заслуги (2005)
- награда „Милан Фющ“ (2005)
- награда „Лайош Кошут“ (2006)
- Международна Вишеградска награда (2009)
- Централноевропейска литературна награда „Ангелус“ за най-добра белетристична книга (2010)